# Cas de la planta de transferència de residus de Torrevella
El cas de la planta de transferència de residus de Torrevella és un presumpte cas de corrupció política per part de l'Ajuntament de Torrevella en atorgar una llicència d'obres a la planta de transferència de residus sòlids urbans de Torrevella malgrat els cinc informes tècnics en contra per la mancança del corresponent estudi d'impacte ambiental. Estan imputats per delicte de prevaricació el regidor d'urbanisme del consistori de Torrevella, Francisco Moreno (PPCV) i la secretària del consistori, Pilar Vellisca. En l'actualitat, el procés judicial es troba en fase d'instrucció al Jutjat d'Instrucció número dos de Torrevella.

## Persones imputades
- Francisco Moreno (PPCV), edil d'urbanisme de l'ajuntament de Torrevella, imputat per prevaricació.
- Pilar Vellisca, secretària de la corporació municipal, imputada per prevaricació.

## Antecedents
Des de l'any 2005, el grup municipal Els Verds al consistori de Torrevella ha denunciat en reiterades ocasions, tant per la via administrativa com judicial, l'obertura i funcionament de la planta de transferència de residus sòlids urbans, propietat de l'empresa Acciona, sense la llicència municipal ni el permís de la Generalitat Valenciana, davant la passivitat de les autoritats locals.
Durant la instrucció del cas Brugal, s'obre una causa que investiga l'adjudicació per part de l'ajuntament de Torrevella de la contracta del servei de recollida de residus sòlids urbans a l'UTE Acciona-Grupo Generala i per la qual es troba imputat pels delictes de prevaricació i falsedat documental l'exalcalde de Torrevella i actual diputat del PP a les Corts valencianes, Pedro Hernández Mateo (PPCV).
Arran d'aquestes perquisicions, el grup municipal del PSPV a Torrevella va denunciar davant el Ministeri Públic la presumpta il·legalitat del funcionament de la planta.

## Cronologia
- 29 de novembre de 2011: El PSPV de Torrevella presenta una denúncia davant la Fiscalia d'Anticorrupció i la de Medi Ambient d'Alacant.[3][4][5]

- 14 de desembre de 2011: El Ministeri Públic observa indicis d'un possible delicte de prevaricació i obre diligències.[7]

- 29 de febrer de 2012: El Servei de Protecció de la Natura de la Guàrdia Civil sol·licita a l'Ajuntament de Torrevella la llicència ambiental (o bé el corresponent expedient administratiu) de la planta de transferència de residus. Hores després, l'Ajuntament de Torrevella notifica a Acciona el decret de clausura de la planta.[8]

- 10 d'abril de 2012: L'edil d'Urbanisme de Torrevella, Francisco Moreno (PPCV), és imputat.[9]

- 24 d'abril de 2012: Els tècnics municipals presten declaració com a testimonis i ratifiquen els seus informes en contra de l'atorgament de la llicència d'obra i activitat a la planta de transferència de residus per la mancança del corresponent informe d'impacte ambiental.[10][11]

- 2 de maig de 2012: L'edil d'urbanisme de Torrevella, Francisco Moreno (PPCV), i la secretària de la corporació municipal, Pilar Vellisca, són citats a testificar en qualitat d'imputats.